# Józef Wiaderny

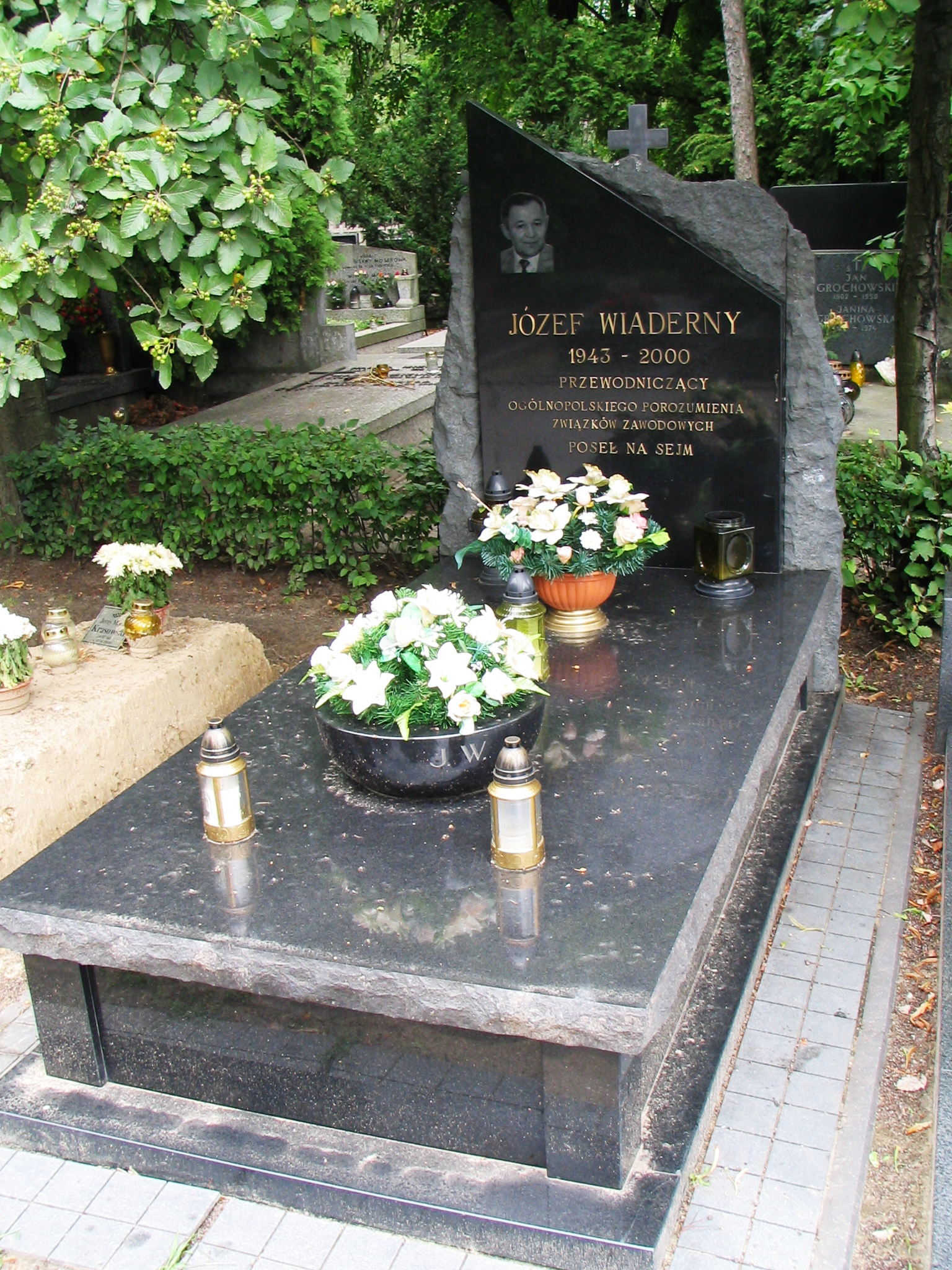
Grób Józefa Wiadernego na Powązkach; Warszawa, 23 lipca 2008

Józef Wiaderny (ur. 8 marca 1943 w Maleńcu, zm. 20 grudnia 2000 w Warszawie) – polski związkowiec i polityk, w latach 1996–2000 przewodniczący OPZZ, poseł na Sejm III kadencji.

## Życiorys
Ukończył w 1978 technikum mechaniczne. Pracował w Hucie im. Lenina, od 1980 był sekretarzem rady kombinatu Związku Zawodowego Hutników. W 1985 został zatrudniony na etacie w centrali Ogólnopolskiego Porozumienia Związków Zawodowych. W latach 1994–1996 był wiceprzewodniczącym, a w okresie 1996–2000 przewodniczącym OPZZ. Od 1966 do rozwiązania (1990) należał do Polskiej Zjednoczonej Partii Robotniczej.
W 1997 jako bezpartyjny kandydat z ramienia Sojuszu Lewicy Demokratycznej został wybrany na posła III kadencji, otrzymując 15 130 głosów. Zmarł w trakcie kadencji, chorował na białaczkę.
Pochowany w Alei Zasłużonych na cmentarzu Wojskowym na Powązkach (kwatera A30-tuje-4).
W 2000 pośmiertnie odznaczony Krzyżem Komandorskim Orderu Odrodzenia Polski.